# プシュカーシュ・フェレンツ・シュタディオン
プシュカーシュ・フェレンツ・シュタディオン（Puskás Ferenc Stadion プシュカーシュ・フェレンツ競技場）は、ハンガリーの首都ブダペストにあったスタジアム。

## 概要
1953年にネープシュタディオン（Népstadion「人民競技場」）として開場。主にサッカーハンガリー代表の試合や陸上競技会としての使用が多い。1954年にはイングランドが1対7でハンガリーに大敗した舞台としても知られる。
またコンサートしての使用が多くあり、1986年7月27日のクイーンのMagic Tour（2012年にハンガリアン・ラプソディ〜クイーン・ライヴ・イン・ブダペスト1986としてライヴ・アルバムが発売された）ではボーカルのフレディ・マーキュリーが最後に参加したツアーの会場の1つとして、さらに1991年のモンスターズ・オブ・ロック、1996年にはマイケル・ジャクソンのHIStory World Tourのハンガリー会場として利用されていた。
2002年にハンガリーを代表するサッカー選手プシュカーシュ・フェレンツの功績をたたえて現在の名称となった。
2005年公開の映画『ミュンヘン』ではオリンピックスタジアムとしてロケが行われた。
しかし施設の老朽化や国際試合の試合基準を満たしていないことから、2014年に閉鎖。2019年にプシュカーシュ・アレーナとして建て替えられた。